# Acontia rupicola
Acontia rupicola là một loài bướm đêm trong họ Noctuidae.